# Mike Mictlan
Mike Marquez (Los Ángeles, California; 8 de julio de 1982), más conocido como Mike Mictlan, es un cantante y rapero estadounidense.
Es un miembro fundador del colectivo de indie hip hop Doomtree y del dúo The Mercenaries. Mike Mictlan ha publicado cuatro álbumes en solitario y actualmente está firmado por el sello Doomtree Records.

## Discografía
Álbumes de estudio
- 2005: False Hopes Eight: Deity for Re-Hire
- 2008: Hand Over Fist
- 2012: Snaxxx
- 2014: Hella Frreal